# Aníbal Paz
Aníbal Luis Paz Piuma (21. květen 1917, Montevideo – 21. březen 2013) byl uruguayský fotbalový brankář.
S uruguayskou reprezentací vyhrál mistrovství světa roku 1950. Na vítězném šampionátu nastoupil k jednomu utkání, chytal v zápase finálové skupiny proti Švédsku, dostal dva góly. V národním týmu působil v letech 1940–1950 a celkem za něj odehrál 22 utkání, v nichž obrdžel 31 gólů.
S Nacionalem Montevideo se stal desetkrát mistrem Uruguaye (1939, 1940, 1941, 1942, 1943, 1946, 1947, 1948, 1950, 1952).